# Czołczyn
Czołczyn – wieś w Polsce położona w województwie łódzkim, w powiecie pabianickim, w gminie Lutomiersk.
Miejscowość położona jest na Wysoczyźnie Łaskiej.
W latach 1975–1998 miejscowość administracyjnie należała do województwa sieradzkiego.
W Czołczynie urodził się Edmund Korczak-Świerzyński (1899–1920).